# Neue Galerie
La Neue Galerie (« nouvelle galerie » en allemand) est une galerie d'art située à New York et ouverte en 2001 par Ronald S. Lauder pour exposer des œuvres allemandes et autrichiennes du début du XXe siècle.

## Histoire
En juin 2006, la Neue Galerie a acquis le tableau du peintre autrichien Gustav Klimt le Portrait d'Adele Bloch-Bauer (1907) pour 135 millions de dollars.

## Le bâtiment
Le bâtiment abritant le musée est situé au 1048 de la Cinquième Avenue au niveau de la 86e rue, dans un quartier appelé le Museum Mile (il est situé approximativement à équidistance du Musée Solomon R. Guggenheim et du Metropolitan Museum of Art). Il est situé à proximité de Central Park, sur l'île de Manhattan dans le quartier de Upper East Side.
Il fut construit en 1914 à la demande du magnat industriel William Starr Miller par Carrère & Hastings, architectes entre autres du bâtiment abritant la New York Public Library. Il fut occupé ultérieurement par Grace Vanderbilt (épouse de Cornelius Vanderbilt III) puis par la branche new-yorkaise de l'Institut YIVO (centre de recherche sur la langue yiddish). Il fut acheté en 1994 par Ronald S. Lauder & Serge Sabarsky qui ordonnèrent immédiatement sa complète restauration par l'architecte allemande Annabelle Selldorf.
De style néo-Louis XIII, le bâtiment a été classé par la « New York Landmarks Commission ». Il est généralement considéré comme l'un des bâtiments les plus beaux érigés sur la Cinquième Avenue.

## Serge Sabarsky et Ronald Steven Lauder
Le musée a été organisé par deux proches amis, le propriétaire de galeries d'art Serge Sabarsky et le milliardaire Ronald S. Lauder (fils d'Estée Lauder, créatrice des cosmétiques éponymes). Ils se rencontrèrent en 1967, juste avant l'ouverture par Sabarsky de sa première galerie spécialisée dans les œuvres expressionnistes allemandes et autrichiennes. Il devint par la suite un des experts reconnus dans ce domaine. Client assidu, passionné de l'art de cette époque et ami de Serge Sabarsky, Ronald Steven Lauder fut nommé, en 1986 par Ronald Reagan, ambassadeur des États-Unis d'Amérique en Autriche jusqu'en 1987.
Malgré le décès en 1996 de Serge Sabarsky, Ronald Steven Lauder poursuivit le rêve commun de rassembler les meilleures œuvres de cette période au sein de la Neue Galerie de New York.

## Le musée

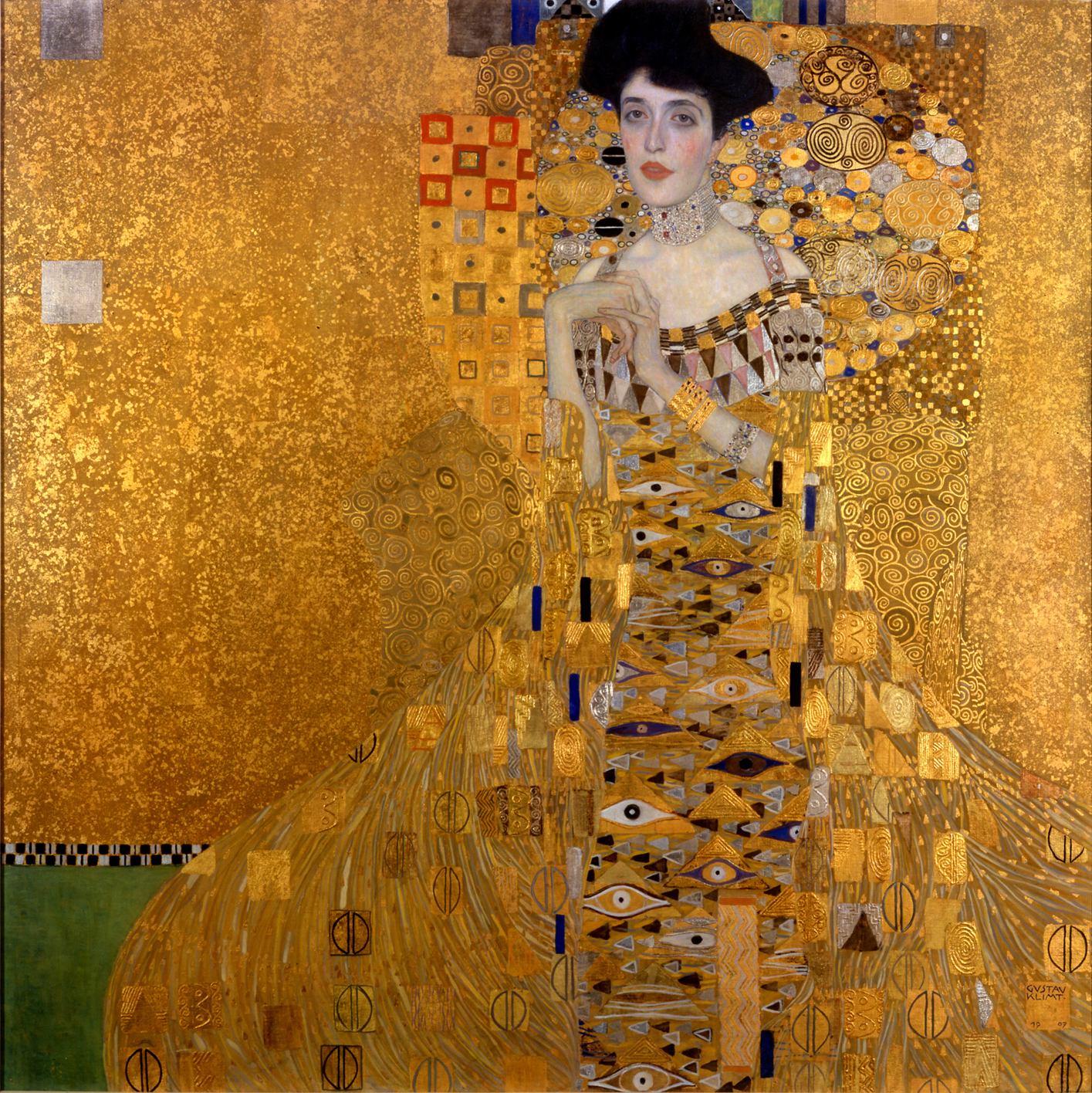
Portrait d'Adele Bloch-Bauer, Gustav Klimt, 1907.

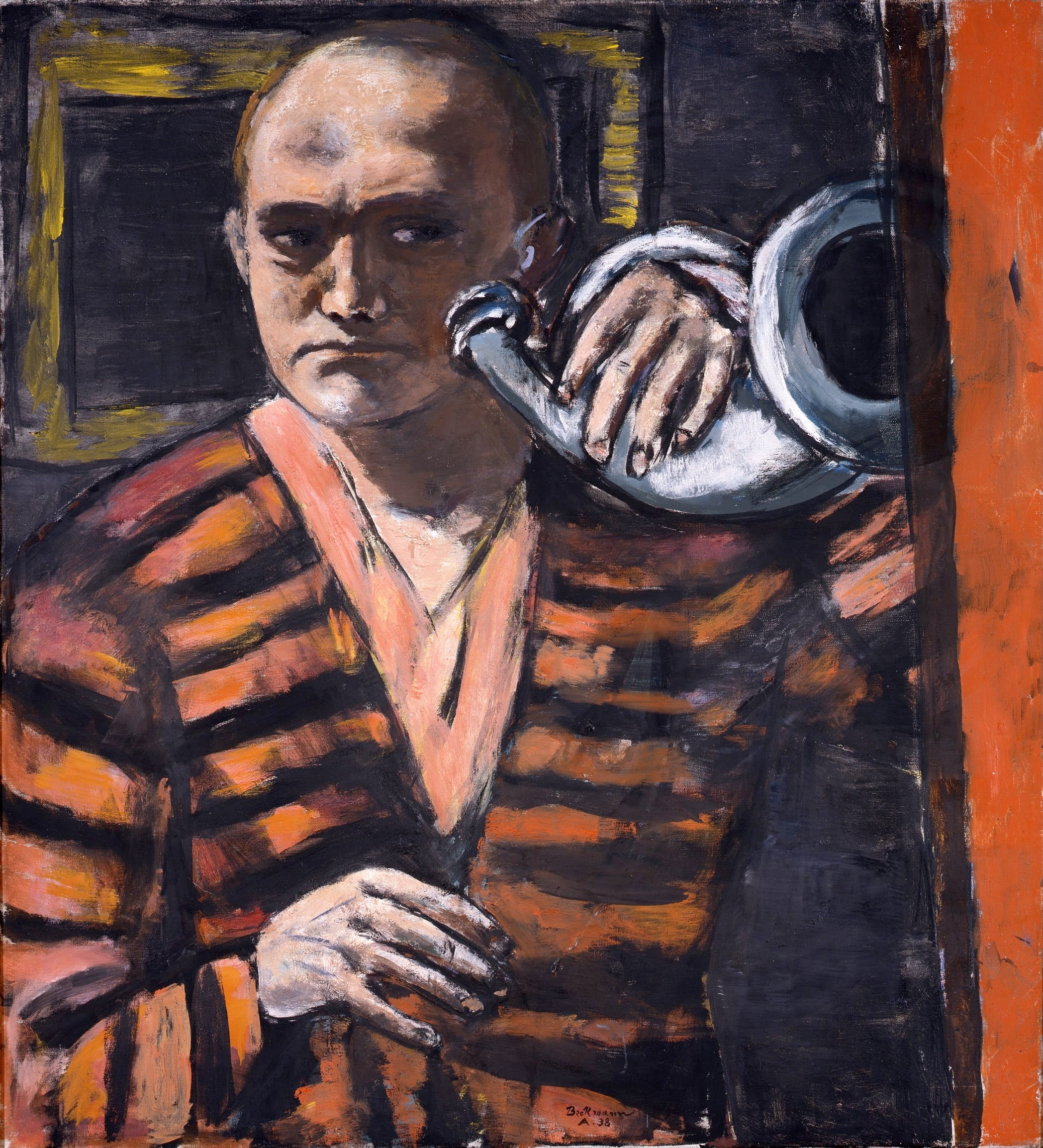
Autoportrait au cor, Max Beckmann, 1938.

La collection de la Neue Galerie est pluridisciplinaire : peinture, sculpture, croquis, arts décoratifs, photographies provenant d'Allemagne et d'Autriche entre 1890 et 1940.

### La section autrichienne
La section autrichienne du musée, située au deuxième étage, présente des œuvres qui témoignent de la relation particulière entre les Beaux-arts et les Arts décoratifs à Vienne en 1900. L'un des chefs-d'œuvre est le portrait par Gustav Klimt d'Adele Bloch-Bauer mélangeant de la peinture, son visage et le buste, et l'ornementation à la feuille d'or du corps et des décors. Le peintre est également représenté par Parc au château de Kammer et Maison forestière à Weissenbach, de 1909 et 1914 respectivement.
Outre Klimt, Egon Schiele compte parmi les principaux artistes exposés, avec Self-Portrait with Arm Twisted Above Head (1910) et Stein sur le Danube, vu du sud (1913). On peut également citer Oskar Kokoschka (Emil Löwenbach - 1914), Alfred Kubin (Der Prinz/The Prince - 1903/04) et Richard Gerstl (Self-Portrait in Front of a Stove - 1907).
Les arts décoratifs issus de la Sécession viennoise sont représentés par le Wiener Werkstätte avec des œuvres de Josef Hoffmann (Brooch - 1904), Koloman Moser, et Dagobert Peche. Les architectes Adolf Loos et Otto Wagner font partie de la collection.

### La section allemande
La section allemande, située au troisième étage, présente les principaux courants d'inspiration du début du XXe siècle. Max Beckmann (Self-Portrait in Front of a Red Curtain - 1924), ainsi que les expressionnistes comme Ernst Ludwig Kirchner (Tightrope Walk - 1908/10) et Emil Nolde (Priestesses - 1912), sont présentés. Le courant artistique Bauhaus est présenté au travers d'œuvres de Theodor Bogler, Marianne Brandt, Marcel Breuer, László Moholy-Nagy, Ludwig Mies van der Rohe, Oskar Schlemmer et Wilhelm Wagenfeld. Le courant artistique de la Nouvelle Objectivité (Neue Sachlichkeit) est présenté au travers d'œuvres d'Albert Birkle, Otto Dix, George Grosz, Karl Hubbuch, Felix Nussbaum et Georg Scholz.

### Autres
Le musée présente également des expositions temporaires.
Le musée est réputé aussi pour le Café Sabarsky et le Café Fledermaus (inspiré du cabaret viennois du même nom conçu par la Wiener Werkstätte) qui recréent l'esprit et l'inspiration artistique des cafés viennois du début du XXe siècle. Les menus, pâtisseries et boissons sont typiques de la région de Vienne.